# Lake Nakuru
Lake Nakuru er en saltholdig og lavandet natronsø eller sodasø i Kenya Med et pH på 10,5. Den er en del af "the Great Rift Valley" og er beliggende i det centrale Kenya ved byen Nakuru, 140 km nordvest for Nairobi. Søen er beskyttet af den omkringliggende Lake Nakuru National Park. Lake Nakuru er stedet med de kendte billeder af store flokke af flamingoer. Man kan se mellem en og to millioner flamingoer på søen.